# Wendy Barrie
Pour les articles homonymes, voir Barrie (homonymie).
Wendy Barrie est une actrice britannique, de son vrai nom Marguerite Wendy Jenkins, née à Hong Kong — alors colonie britannique — (République populaire de Chine) le 18 avril 1912, morte à Englewood (New Jersey, États-Unis) le 2 février 1978.

## Biographie
La carrière de Wendy Barrie (pseudonyme choisi en hommage au personnage créé par J. M. Barrie ? — à confirmer —) au cinéma se partage entre une première période britannique (dix-sept films de 1932 à 1934) et une seconde période américaine (trente-sept films de 1935 — année où l'actrice s'installe définitivement aux États-Unis — à 1943). Deux de ses films les plus connus sont La Vie privée d'Henry VIII (film britannique de 1933, où elle est Jeanne Seymour, aux côtés de Charles Laughton, personnifiant Henry VIII) et Le Chien des Baskerville (film américain de 1939, premier d'une série cinématographique consacrée à Sherlock Holmes, avec Basil Rathbone dans le rôle du détective, Nigel Bruce jouant son comparse, le docteur Watson). Elle se retire du grand écran après un film de guerre (Submarine Alert) sorti en 1943, si l'on excepte un caméo dans son propre rôle, en 1954 (à l'occasion d'un film de George Cukor, Une femme qui s'affiche).
À la télévision, Wendy Barrie collabore à dix séries, entre 1948 et 1962, année où elle se retire définitivement.
Au théâtre, elle joue une seule fois à Broadway (New York) en 1942, dans une pièce d'Emlyn Williams, The Morning Star.
Une étoile lui est dédiée sur le Walk of Fame d'Hollywood Boulevard.

## Filmographie partielle (au cinéma)

### Période britannique
- 1932 : Collision (en) de G. B. Samuelson (en)
- 1932 : Threads (it) de G. B. Samuelson (en)
- 1932 : The Call Box Mystery de G. B. Samuelson (en)
- 1932 : Maryrose et Rosemary (Wedding Rehearsal) d'Alexander Korda
- 1932 : Where Is This Lady? (en) de Victor Hanbury et Ladislas Vajda
- 1932 : The Barton Mystery de Henry Edwards
- 1933 : Cash de Zoltan Korda
- 1933 : It's a Boy (en) de Tim Whelan
- 1933 : La Vie privée d'Henry VIII (The Private Life of Henry VIII.) d'Alexander Korda
- 1933 : The Acting Business de Jean Daumery
- 1933 : The House of Trent (en) de Norman Walker (en)
- 1934 : Murder at the Inn de George King
- 1934 : The Man I want de Leslie S. Hiscott
- 1934 : Freedom of the Seas de Marcel Varnel

### Période américaine
- 1935 : It's a Small World d'Irving Cummings

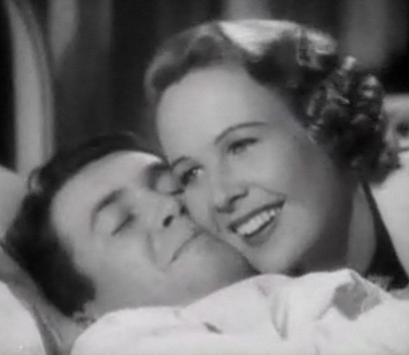
Avec James Stewart,
dans Speed (1936)

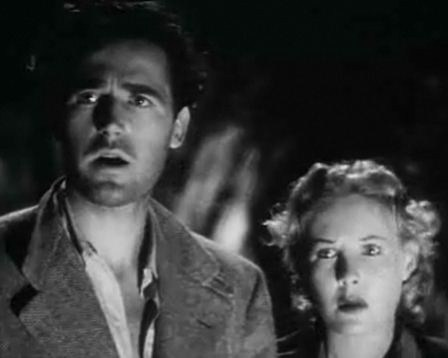
Avec Patric Knowles,
dans Five Came Back (1939)

- 1935 : Qui ? (College Scandal) d'Elliott Nugent
- 1935 : Symphonie burlesque (The Big Broadcast of 1936) de Norman Taurog
- 1935 : Une plume à son chapeau (A Feather in her Hat) d'Alfred Santell
- 1936 : L'Homme nu (Love on a Bet) de Leigh Jason
- 1936 : Speed d'Edwin L. Marin
- 1936 : La Folle Héritière (Under Your Spell) d'Otto Preminger
- 1936 : Qui suis-je ? (en) (Ticket to Paradise) d'Aubrey Scotto
- 1937 : À l'est de Shanghaï (Wings Over Honolulu) de H. C. Potter
- 1937 : Rue sans issue (Dead End) de William Wyler
- 1937 : What Price Vengeance ? (en) de Del Lord
- 1937 : A Girl with Ideas (en) de S. Sylvan Simon
- 1938 : Je suis la loi (I Am the Law) d'Alexander Hall
- 1938 : Dernière édition (en) (Newsboys' Home) de Harold Young et Arthur Lubin
- 1939 : Quels seront les cinq ? (Five Came Back) de John Farrow
- 1939 : Pacific Liner de Lew Landers
- 1939 : Le Chien des Baskerville (The Hound of the Baskervilles) de Sidney Lanfield
- 1939 : Dîner d'affaires (Day-Time Wife) de Gregory Ratoff
- 1939 : Le Saint contre-attaque (The Saint Strikes Back) de John Farrow
- 1939 : The Witness vanishes d'Otis Garrett
- 1940 : À l'assaut des cieux (Men against the Sky) de Leslie Goodwins
- 1940 : Women in War de John H. Auer
- 1940 : Le Manoir de la peur (Who killed Aunt Maggie ?) d'Arthur Lubin
- 1941 : Le Faucon gentleman détective (The Gay Falcon) d'Irving Reis
- 1941 : Ennemis publics (Public Enemies) d'Albert S. Rogell
- 1942 : Les Yeux des bas-fonds (Eyes of the Underworld) de Roy William Neill
- 1942 : Le Mystère du diamant (A Date with the Falcon) d'Irving Reis
- 1943 : Et la vie recommence (Forever and a Day) de René Clair, Edmund Goulding & al.
- 1954 : Une femme qui s'affiche (It should happen to you) de George Cukor (caméo ; elle-même)

## Théâtre (à Broadway)
- 1942 : The Morning Star d'Emlyn Williams, avec Gladys Cooper, Jill Esmond, Gregory Peck, Rhys Williams